# Georges Renaud
Georges Renaud (* 8. Januar 1893 in Nancy; † 28. Juli 1975 in Peille) war ein französischer Schachspieler.
Renaud, der als Journalist für L'Eclaireur de Nice arbeitete, gewann 1923 die erste französische Einzelmeisterschaft und 1944/45 die zehnte französische Fernschachmeisterschaft. International vertrat er Frankreich bei der inoffiziellen Schacholympiade 1924 in Paris und bei der Schacholympiade 1927 (der ersten offiziellen Schacholympiade) in London.
Zusammen mit Alan Campbell White veröffentlichte er 1924 Le Problème d'Echecs, zusammen mit Victor Kahn schrieb er die Werke de Les Echecs (1945), L'Art de Faire Mat (1947), Les Six Candidats au Championnat du Monde (1948), La Partie Espagnole (1949) und Les Echecs dans le Monde 1951 (1952).